# Сосновка (Тюменцевский район)
Сосновка — посёлок, относится к Берёзовскому сельсовету Тюменцевского района Алтайского края России.

## География
Расположен на реке Сосновка, правом притоке Чарыша. Посёлок находится на равнине, окружённой лесом.
Уличная сеть
В селе 3 улицы: Комсомольская, Озерная и Садовая.
Расстояние до:
- районного центра Тюменцево 24 км.
- областного центра Барнаул 128 км.

Ближайшие населённые пункты
Березовка 2 км, Куликово 6 км, Вознесенский 9 км, Макарово 10 км, Усть-Мосиха 11 км, Шарчино 14 км, Заводской 14 км.

## История
Дата основания поселка Сосновка — 1926 год.
Село получило наименование по прежнему месту жительства переселенцев, которые перенесли название села, откуда приехали. Жители села сообщают: «Такое название было в Тамбовской губернии»; «Мы приехали из Сосновки».
По другим данным посёлок сосновский основан в 1921 г. По Списку населённых мест Сибирского края 1928 года посёлок Сосновский Каменского округа Куликовского района имел 156 хозяйств, мужского населения 424 души, женского — 451.
В центре села в День Победы, в 1987 году установлен мемориальный памятник с именами погибших в боях за Родину жителей деревень сельсовета.

## Население
| 1926 | 1997 | 1998 | 1999 | 2000 | 2001 | 2002 |
| ---- | ---- | ---- | ---- | ---- | ---- | ---- |
| 875  | ↘426 | ↘415 | ↘405 | ↘396 | ↗413 | ↘411 |
| 2003 | 2004 | 2005 | 2006 | 2007 | 2008 | 2009 |
| ↘409 | ↗421 | ↘401 | ↘398 | ↘390 | ↘357 | ↘349 |
| 2010 | 2011 | 2012 | 2013 |      |      |      |
| ↘341 | →341 | ↘338 | ↘330 |      |      |      |

Национальный состав
Согласно результатам переписи 2002 года, в национальной структуре населения русские составляли 95 %.

## Инфраструктура
В 1981 году заасфальтирован участок региональной автодороги до села, открыта пекарня, газифицированы хозяйственные объекты, построены мельница, овощехранилище, отремонтирован блок свинарника-маточника. В 1989 году построен типовой детский сад «Солнышко», школьный автобус возит учеников в МОУ «Березовская СОШ».